# Kurt Freyer

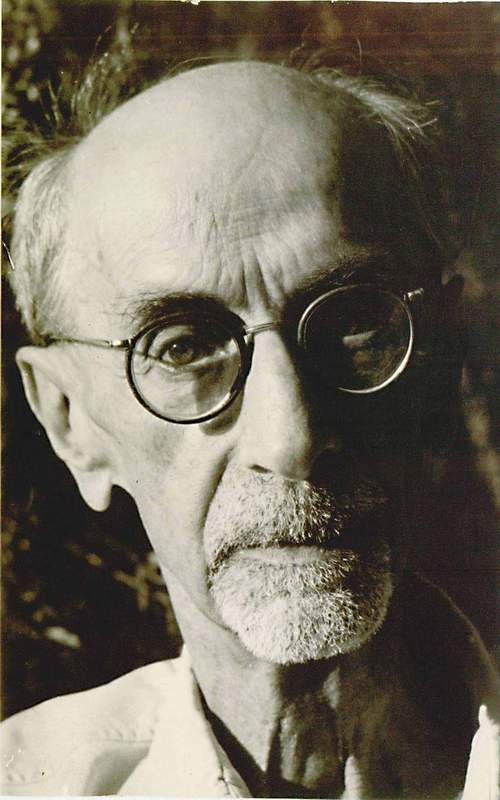
Kurt Freyer (1964)

Kurt Gerschom Freyer (geboren 25. Mai 1885 in Angerapp; gestorben 24. Mai 1973 in Kfar Szold, Israel) war ein deutsch-israelischer Kunsthistoriker und Antiquar.

## Leben
Kurt Freyers Bruder war der Verleger Erich Freyer (1886–1967). Er studierte in Berlin, Göttingen und München Philosophie und Kunstgeschichte und wurde in München promoviert. Danach arbeitete er als Autor von Ausstellungskatalogen und als Rezensent. 1911 Assistent von Karl Ernst Osthaus am Folkwang-Museum in Hagen mit Kontakten zu Emil Nolde, Karl Schmidt-Rottluff und Ernst Barlach. Von November 1912 bis März 1914 als Volontär Assistent von Max Sauerlandt am Museum für Kunst und Kunstgewerbe in Halle (Saale). Seit dem 1. April 1914 Assistent von Ernst Sauermann am Kunstgewerbemuseum in Flensburg. Nach dem Kriegsdienst bewarb er sich 1920 als Sauermanns Nachfolger, als Jude und als Marxist war er jedoch chancenlos. Freyer ging nach Berlin, 1922 heiratete er Anna Heymann (1886–1971), Tochter eines Mannheimer Zigarrenfabrikanten. 1923 wurde er Mitinhaber des Antiquariats Utopia, Berlin, das sich u. a. auf Miniaturbücher spezialisiert hatte.
Im März 1933 emigrierte er zunächst nach Amsterdam, 1937 nach Palästina, wo er sich zunächst der Kibbuzbewegung anschloss. In den 1940er Jahren wurde er in Tel Aviv Mitglied einer illegalen kommunistischen Parteizelle und eines deutschsprachigen „Kreis für fortschrittliche Kultur“ und hielt Vorträge über marxistische Theorie, die gesellschaftliche Funktion von Kunst und politische Aspekte der Literaturgeschichte. Für die Festschrift zum 80. Geburtstag des Philosophen Georg Lukács schrieb er einen Aufsatz „Der Aufstieg der Vernunft“.

## Schriften (Auswahl)
- Katalog der vom Mannheimer Altertumsverein anlässlich seines 50jährigen Jubiläums ... veranstalteten Ausstellung von Werken der Kleinen Porträtkunst und Kunstgewerblichen Erzeugnissen aus der Zeit von 1700-1850, Altertumsverein, Mannheim 1909 (149 S.)
- Führer durch die Sammlung neuerer Gemälde und Bildwerke. Hrsg.: Städtisches Museum für Kunst und Kunstgewerbe Halle an der Saale. Halle (Saale), Gebauer-Schwetschke. 1913. 80 S. Mit Werken von Emil Nolde, Max Slevogt, Theo von Brockhusen, Waldemar Rösler, Max Beckmann, Lovis Corinth u. a.
- Neuzeitliche Geschäftsankündigungen. In: Schleswig-Holsteinischer Kunstkalender (1913), S. 30–33 (Digitalisat).
- Schleswig-Holsteinische Graphiker. In: Schleswig-Holsteinischer Kunstkalender (1915), S. 38–49 (Digitalisat).
- Über gotische Truhen in Norddeutschland. In: Kunst und Kunsthandwerk. Monatsschrift. Bd. 18 (1915), Heft 7 und 8, S. 400–415 (Digitalisat).
- Neuzeitliche Geschäftsankündigungen. In: Schleswig-Holsteinischer Kunstkalender (1916), S. 30–33 (Digitalisat).
- Der Bildhauer Ernst Barlach. In: Schleswig-Holsteinischer Kunstkalender (1916), S. 50–59 (Digitalisat).
- Das Kreismuseum zu Hadersleben. In: Schleswig-Holsteinisches Jahrbuch (1918/1919), S. 19–22.
- Nordschleswigsche Malerei. In: Schleswig-Holsteinischer Kunstkalender (1920), S. 43–53.
- Spinoza, Führer der Irrenden. Gedenkschrift anläßlich der 250. Wiederkehr des Todestages Spinozas 21. Februar 1927. Horodisch & Marx, Berlin 1927
- Der Aufstieg der Vernunft, in: Frank Benseler (Hrsg.), Festschrift zum achtzigsten Geburtstag von Georg Lukács, Neuwied-Bonn 1965, S. 211–236.